# 西アイスランド
西アイスランド（アイスランド語: Vesturland）とは、アイスランドにおける伝統的な地方区分の一つで、国の西側に位置している。最大の都市はアクラネースで、人口は16,662人である（2020年時点）。